# Takeo Takahashi
Takeo Takahashi (n. 31 mai 1947) este un fost fotbalist japonez.

## Statistici
| Japonia | Japonia | Japonia |
| An      | Meciuri | Goluri  |
| ------- | ------- | ------- |
| 1966    | 2       | 1       |
| 1967    | 1       | 0       |
| 1968    | 2       | 0       |
| 1969    | 1       | 0       |
| 1970    | 8       | 3       |
| Total   | 14      | 4       |